# Miersiograpsus kingsleyi
Miersiograpsus kingsleyi is een krabbensoort uit de familie van de Plagusiidae. De wetenschappelijke naam van de soort is voor het eerst geldig gepubliceerd in 1885 door Miers.